# Igram van Achelen
Igram van Achelen (* um 1528 in Herzogenbusch; † 18. Oktober 1604 in Mechelen) war ein friesischer Politiker.

## Leben
Achelen studierte die Rechte an den Universitäten zu Deventer, Leiden und Löwen. 1550 wurde er von Kaiser Karl V. zum Mitglied des friesischen Provinzialrats ernannt, 1570 zum Präsidenten des friesischen Staatsrates. In den 1570er Jahren machte er sich um zahlreiche Deichbauten in Friesland verdient.
Während der Gründung der Republik der Sieben Vereinigten Niederlande wurde Achelen der Parteinahme für Don Juan de Austria beschuldigt und 1578 in Haft genommen. 1586 wurde er freigelassen und mit Ernennung zum Ritter rehabilitiert. Er wurde zum Mitglied des Geheimen Rates ernannt. 1598 wurde er Präsident des Großen Rates zu Mechelen.